# 中国厘米分米波频谱日像仪
新一代厘米分米波射电日像仪（英文：CSRH），在厘米分米波段上实现对太阳大气同时以高空间、高时间和高频率分辨率观测的新一代太阳射电望远镜。其对太阳活动的动力学性质进行观测，探测日冕大气，对于太阳物理学研究具有重要作用。CSRH是国家天文台明安图天文基地(MAT)的重要组成部分，位于中国内蒙古锡林郭勒盟正镶白旗明安图镇。项目于2013年底竣工。

## 系统原理和构成
CSRH利用综合孔径原理对观测源成像。由天线阵、机械结构系统、控制系统、光纤系统、计算机集成和观察室共6个子系统构成。

## 系统性能参数
|            | 低频阵        | 高频阵       |
| ---------- | ------------- | ------------ |
| 频率范围   | 0.4-2GHz      | 2-15GHZ      |
| 天线数目   | 40            | 60           |
| 基线数目   | 780           | 1770         |
| 天线口径   | 4.5m          | 2.0m         |
| 最长基线   | ～3000m       | ～3000m      |
| 最短基线   | 8m            | 5m           |
| 空间分辨率 | ～10.3"-51.6" | ～1.4"-10.3" |
| 成像视场   | ～2.3°-11.7°  | ～41.9"-5.2° |

## 科学目标
CSRH科学目标包括观测日冕瞬变现象、高能粒子流、日冕磁场和太阳大气结构，确定耀斑与日冕物质抛射的源区特性，从而了解太阳动态过渡区和日冕。与计划中的美国“频率灵活太阳射电望远镜(FASR)”和欧洲的“扩展FASR计划”相互配合，将会首次实现太阳日冕射电成像的日不落观测，在空间天气监测与研究中具有重要作用。